# Eoin Macken
Eoin Christopher Macken (Dublín, Irlanda; 21 de febrero de 1983), más conocido como Eoin Macken, es un actor, modelo, director de cine y escritor irlandés.

## Biografía
Eoin Macken nació el 21 de febrero de 1983 en Dublín, Irlanda. Tiene dos hermanas menores llamadas Freya Macken y Niamh Macken. Su padre falleció en 2007. 

## Trayectoria profesional

### Modelo
Macken comenzó su carrera de modelo y actuación en el desfile de modas de la 'University College de Dublín' en 2002; después se unió a la agencia de modelos Morgan the Agency y fue seleccionado como la cara de la campaña 'Abercrombie and Fitch' en 2003.
Modeló para Ralph Lauren y GQ, y fue el rostro de la campaña de Braun GmbH del año 2008.

### Actor, guionista y director
Su primer papel importante en el cine fue en Studs en 2005, protagonizada por Brendan Gleeson y Emmett J. Scanlan.
Pasó a interpretar papeles principales en películas independientes como Triple Bill y Rise of the Bricks. 
Interpretó el papel del traficante de drogas Gavin Cluxton en Fair City, y apareció en vivo en el programa Fair City Sings , donde interpretó la canción "Hallelujah".
Macken escribió y editó su primer largometraje, Christian Blake, que se estrenó en el 'Mid Ulster Film Festival 2008', en 2008. 
Coescribió y dirigió la canción y el vídeoclip de Una Healy "Do not Leave Me Alone", que fue la canción principal de la película indie sin presupuesto, para la cual Healy escribió gran parte de la banda sonora. 
En 2008, escribió, dirigió y actuó en su segunda película, Dreaming For You. La película presentó una banda sonora compuesta por la banda de Dublín, The Evora. La película fue seleccionada para el Festival de cortometrajes de Los Ángeles 2007 y para el Galway Film Fleadh de 2009. 
En 2009-10, Macken tuvo diversos papeles en la BBC y dirigió un documental de una hora sobre la industria de la moda irlandesa The Fashion of Modeling, que se proyectó en RTÉ 2 el 24 de mayo de 2009. 
Entre 2010-12, Macken interpretó el personaje recurrente de Gwaine en la serie de televisión de la BBC One Merlin, apareciendo en cuatro episodios de la tercera temporada y todos los episodios de la cuarta y la quinta.
En octubre de 2012 Macken completó el rodaje de Leopard, su tercera película, un largometraje estrenado en 2013, escrito, dirigido y protagonizado por él mismo, compartiendo cartel junto con Tom Hopper. 

### Escritor
Eoin Macken escribió el libro Kingdom of Scars, publicado en 2016.

## Filmografía

### Actor

#### Cine
| Cine | Cine                             | Cine                             | Cine                          | Cine            | Cine                |
| Año  | Título                           | Título                           | Título                        | Rol             | Director            |
| Año  | Título original                  | Título en España                 | Título en Hispanoamérica      | Rol             | Director            |
| ---- | -------------------------------- | -------------------------------- | ----------------------------- | --------------- | ------------------- |
| 2006 | Triple Bill (Cortometraje)       | Triple Bill                      | Triple Bill                   | Gunman          | Rick Larkin         |
| 2006 | Studs                            | Studs                            | Studs                         | Tosh            | Paul Mercier        |
| 2008 | Christian Blake                  | Christian Blake                  | Christian Blake               | Christian       | Eoin Macken         |
| 2008 | Fifth Street (Cortometraje)      | Fifth Street                     | Fifth Street                  | Janitor         | Brendan Rijke       |
| 2009 | Once Upon A Time In Dublin       | Once Upon A Time In Dublin       | Once Upon A Time In Dublin    | Ethan           | Eoin Macken         |
| 2009 | Aces                             | Aces                             | Aces                          | Dealer          |                     |
| 2009 | Savage                           | Savage                           | Savage                        | Chico en el GYM | Brendan Muldowney   |
| 2009 | The Rise of the Bricks           | The Rise of the Bricks           | The Rise of the Bricks        | Dennis          | Ben Keenan          |
| 2009 | The Orcas are Watching           | The Orcas are Watching           | The Orcas are Watching        | Entrenador      |                     |
| 2009 | Through The Night (Cortometraje) | Through The Night                | Through The Night             | Jay             | Lee Cronin          |
| 2009 | Dreaming For You                 | Dreaming For You                 | Dreaming For You              | Adam            | Eoin Macken         |
| 2010 | Centurión                        | Centurión                        | Centurión                     | Achivir         | Neil Marshall       |
| 2010 | Siren                            | Siren                            | Siren                         | Ken             | Andrew Hull         |
| 2012 | Suspension of Disbelief          | Suspension of Disbelief          | Suspension of Disbelief       | Greg            | Mike Figgis         |
| 2013 | Cold/Leopard                     | Cold/Leopard                     | Cold/Leopard                  | Jack            | Eoin Macken         |
| 2013 | The Callback Queen               | The Callback Queen               | The Callback Queen            | Prince Cal      | Graham Cantwell     |
| 2016 | Resident Evil: The Final Chapter | Resident Evil: El Capítulo Final | Resident Evil: Capítulo Final | Doc             | Paul W. S. Anderson |
| 2016 | The Forest                       | El Bosque de los Suicidios       | El Bosque                     | Rob             | Jason Zada          |
| 2017 | The Wedding Invitation           | The Wedding Invitation           | The Wedding Invitation        | Graham          | Rainy Kerwin        |
| 2017 | Crossmaglen                      | Crossmaglen                      | Crossmaglen                   | Conor           | Beau Ferris         |
| 2018 | Close                            | Close                            | Close                         | Conall          | Vicky Jewson        |
| 2018 | I Am Fear                        | I Am Fear                        | I Am Fear                     | Joshua          | Kevin Shulman       |

#### Televisión
| Televisión | Televisión      | Televisión       | Televisión    | Televisión                          |
| Año        | Título          | Título           | Rol           | Tipo                                |
| Año        | Título original | Título en España | Rol           | Tipo                                |
| ---------- | --------------- | ---------------- | ------------- | ----------------------------------- |
| 2007 2010  | The Tudor       | Los Tudor        |               | Serie * 3 Episodios                 |
| 2008       | Fair City       | Fair City        | Gavin Cluxton | Serie * Temporada 19 - 10 Episodios |
| 2009       | Pubworld        | Pubworld         | Chuck Madsen  | Película para TV                    |
| 2009       | Small Island    | Small Island     | Calhoon       | Película para TV                    |
| 2010       | Raw             | Raw              | Jack          | Serie * Temporada 2 - Episodio 4    |
| 2010 2012  | Merlín          | Merlín           | Sir Gwaine    | Serie * 30 Episodios                |
| 2014 2017  | The Night Shift | Turno de Noche   | T.C. Callahan | Serie * 4 Temporadas - Episodios 45 |
| 2015       | Killing Jesus   | Killing Jesus    | Antipas       | Película para TV                    |
| 2021       | La Brea         | La Brea          | Gavin Harris  | Serie                               |
| 2025       | Ransom Canyon   | Ransom Canyon    | Davis Collins | Serie de Netflix                    |

### Director y guionista
- Christian Blake (2008)
- The Inside (2010)
- Dreaming For You (2009)
- The Fashion of Modeling (2009) - Documental
- The Inside  (2010)
- Cold/Leopard (2013)